# Sergio Doplicher

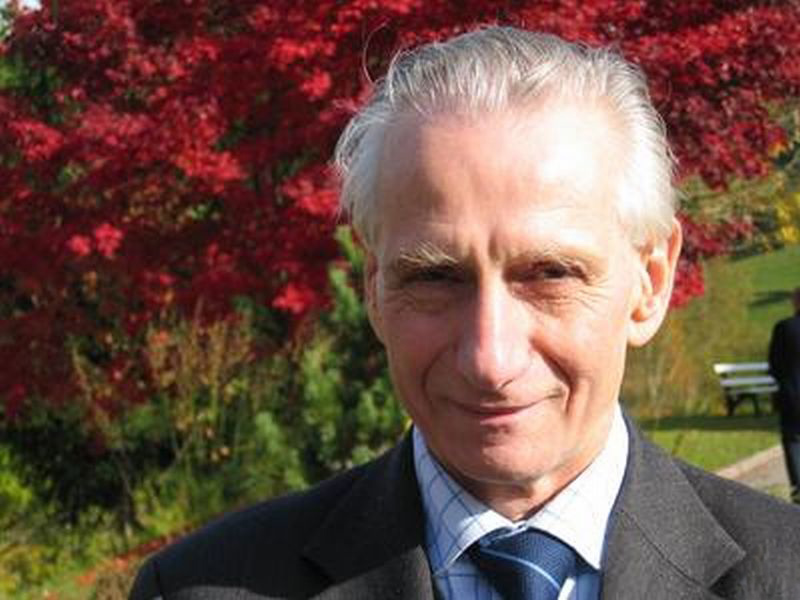
Sergio Doplicher, Oberwolfach 2005

Sergio Doplicher (* 30. Dezember 1940 in Triest) ist ein italienischer mathematischer Physiker. Er ist seit 1976 Professor an der Universität Rom, La Sapienza, an der er 2011 emeritiert wurde.
Doplicher ist bekannt für Arbeiten zur Axiomatischen Quantenfeldtheorie nach Rudolf Haag (Algebraische QFT nach Haag-Kastler), mit dem er auch zusammenarbeitete. Er arbeitete auch viel mit John E. Roberts, der lange Zeit in Rom wirkte. Mit Roberts und Haag untersuchte er Superauswahlregeln in der algebraischen QFT und mit Roberts bewies er ein Rekonstruktionstheorem der Felder und Eichgruppen aus der Algebra der Observablen. Später befasste er sich mit mathematischen Grundlagen von Quantengravitation (Nichtkommutativität von Raum-Zeit-Koordinaten).
Er war 1990 Invited Speaker auf dem Internationalen Mathematikerkongress in Kyoto. 2004 erhielt er den Humboldt-Forschungspreis und 2011 den Premio Nazionale del Presidente della Repubblica der Accademia Nazionale dei Lincei. Er ist Fellow der American Mathematical Society und seit 2019 Mitglied der Academia Europaea.
Außerhalb seines Fachgebiets publizierte er auch zur Divina Commedia von Dante Alighieri und zur Interpretation von ausgewählten Renaissance-Gemälden (Leonardos Mona Lisa, Giovanni Bellini und der Sturm von Giorgione).

## Schriften (Auswahl)
- mit Klaus Fredenhagen, J. E. Roberts: Spacetime quantization induced by classical gravity, Physics Letters B, Band 331, 1994, S. 39–44
- mit Klaus Fredenhagen, John E. Roberts: The quantum structure of spacetime at the Planck scale and quantum fields, Comm. Math. Phys., Band 172, 1995, S. 187–220
- mit Roberto Longo (Hrsg.): Noncommutative Geometry, Lectures CIME Summer School, Martina Franca 2000, Springer 2004
- Herausgeber mit Gianfausto Dell’Antonio, Giovanni Jona-Lasinio (Hrsg.): Mathematical problems in theoretical physics (Rome 1977), Lecture notes in physics 80, Springer Verlag 1978
- mit Fausta Ferro–Luzzi: Il De Rerum Natura di Giorgione, il teatro di Giovanni Bellini e lo sguardo della Gioconda, Aracne, Rom 2011
- O sol che sani ogne vista turbata, Note sulla Ragione nella Divina Commedia (Vorwort Dante Della Terza), Edicampus, Rom 2014